# Бодяк (татарник)
1. перенаправление Татарник